# Campllong
Campllong ist eine katalanische Gemeinde in der Provinz Girona im Nordosten Spaniens. Sie liegt in der Comarca Gironès.

## Sehenswürdigkeiten
- Kirche Sant Quirze

## Persönlichkeiten
- Laia Codina (* 2000), Fußballspielerin